# Rima Melati
Marjolein Tambayong, mieux connue par son nom d'actrice Rima Melati ou par son surnom Lientje, née le 22 août 1937 à Tondano et morte le 23 juin 2022 à Jakarta, est une actrice, modèle et chanteuse indonésienne.

## Biographie
Elle est apparue dans près d'une centaine de longs métrages, dont des œuvres de Wim Umboh, Sjumandjaja et Teguh Karya. Elle a reçu plusieurs prix, dont un prix de l'Association des journalistes indonésiens de la meilleure actrice pour Unforgivable Smear, un prix Citra de la meilleure actrice principale pour A Thorned Gem (1972) et cinq nominations pour le prix Citra de la meilleure actrice dans un second rôle.
Melati a également travaillé comme créatrice de mode et, avec son mari Frans Tumbuan, comme restauratrice. Après avoir survécu au cancer du sein dans les années 1990, elle fait campagne pour la sensibilisation à cette maladie.